# Minto (circonscription électorale)
Circonscription électorale provinciale du Canada
Pour les articles homonymes, voir Minto.
Minto est une ancienne circonscription électorale provinciale du Manitoba (Canada). Cette circonscription du centre de Winnipeg fut représentée à l'Assemblée législative de 1999 à 2019.
Les circonscriptions limitrophes étaient Point Douglas à l'est, Wellington au nord, Wolseley au sud et St. James à l'ouest.

## Liste des députés
| Minto | Minto            | Minto         | Minto       | Minto       | Minto |
| Nom   | Nom              | Parti         | Mandat      | Législature |       |
| ----- | ---------------- | ------------- | ----------- | ----------- | ----- |
|       | MaryAnn Mihychuk | Néo-démocrate | 1999 - 2003 | 37e         |       |
|       | MaryAnn Mihychuk | Néo-démocrate | 2003 - 2004 | 38e         |       |
|       | Andrew Swan      | Néo-démocrate | 2004 - 2007 | 38e         |       |
|       | Andrew Swan      | Néo-démocrate | 2007 - 2011 | 39e         |       |
|       | Andrew Swan      | Néo-démocrate | 2011 - 2016 | 40e         |       |
|       | Andrew Swan      | Néo-démocrate | 2016 - 2019 | 41e         |       |